# Ramularia thesii
Ramularia thesii är en svampart som beskrevs av Syd. 1890. Ramularia thesii ingår i släktet Ramularia och familjen Mycosphaerellaceae.   Inga underarter finns listade i Catalogue of Life.